# Тонер, Марк
Марк Кристофер Тонер (англ. Mark Christopher Toner; 10 января 1964, Чеддс-Форд) — сотрудник дипломатической службы США, ранее занимал должность Официального представителя Государственного департамента США. С 7 августа 2024 года Посол США в Либерии.

## Биография
Родился в Чеддс-Форд, штата Пенсильвания. В 1982 году выпускник школы Салезианума в Уилмингтоне штата Делавэр. В 1986 году получил степень бакалавра в Университете Норт-Дам, а после учился на журналиста в Калифорнийском университете в Беркли. Тонер окончил Школу национальной безопасности и ресурсной стратегии Дуайта Д. Эйзенхауэра при Университете национальной обороны. Был волонтёром Корпуса мира в Либерии.

## Политическая карьера
Работал в дипломатической службе за границей в Западной Африке и Европе. Был сотрудником по вопросам информации в Дакаре Сенегал, по связям с общественностью в Кракове Польша и представителем миссии США при НАТО в Брюсселе Бельгия. В Вашингтоне Тонер занимал должности советника Комитета Сената США по международным отношениям, старшего вахтенного офицера в Операционного центра Государственного департамента США, и директором отдела по связям с общественностью и прессе в Бюро по делам Европы и Евразии. В настоящее время занимает должность советника-посланника.
С 2010 по 2013 год заместитель Официального представителя Государственного департамента наряду с госсекретарем США Викторией Нуланд. 1 июля 2015 года Тонер повторно становится заместителем Официального представителя Государственного департамента. После отставки контр-адмирала Джона Кёрби с поста Официального представителя департамента 20 января 2017 года Тонера назначили исполняющим обязанности. 27 апреля объявил о передачи полномочий Официального представителя Хизере Науэрту.
27 марта 2024 года президент США  Джо Байден выдвинул кандидатуру Тонера на пост следующего посла в Либерии. Путем голосования 2 мая 2024 года был утвержден в должности. 2 августа 2024 года Тонер совершил визит в Монровию. 7 августа 2024 года Тонер вручил президенту Либерии Джозефу Боакаю свои верительные грамоты.